# Шум (Ключборський повіт)
Шум (пол. Szum, нім. Schumm) — село в Польщі, у гміні Волчин Ключборського повіту Опольського воєводства.
Населення — 465 осіб (2011).

## Демографія
Демографічна структура станом на 31 березня 2011 року:
|          | Загалом | Допрацездатний вік | Працездатний вік | Постпрацездатний вік |
| -------- | ------- | ------------------ | ---------------- | -------------------- |
| Чоловіки | 229     | 43                 | 162              | 24                   |
| Жінки    | 236     | 38                 | 161              | 37                   |
| Разом    | 465     | 81                 | 323              | 61                   |